# Умбская волость
Умбская волость — единица территориально-административного деления сначала Новгородской республики, затем Великого княжества Московского, Русского царства и Российской империи.

## История
Во второй половине XV века из состава волости Тре Новгородской республики были выделены Варзужская и Умбская волости, подчинявшиеся двинскому посаднику. В 1471 году после Шелонской битвы волость перешла к Великому княжеству Московскому.
В XVI столетии большая часть территории Кольского полуострова входила в состав Кольского уезда, а Умбская и Варзужская волости были единственными территориями полуострова, которые были частью Двинского уезда. 18 декабря 1708 года обе указанные волости вместе с Кольским уездом стали относиться к Архангелогородской губернии.
В 1784 году Умбская волость вошла в состав Кольского уезда, являвшегося частью Архангельского наместничества, а с 1796 года стала относиться к тому же уезду Архангельской губернии.
В 1828 году в состав Умбской волости была включена территория Порьегубской волости.
Указом от 2 декабря 1858 года Кольский уезд был ликвидирован, а вся его территория, в том числе Умбская волость, перешли к Кемскому уезду. В 1861 году волость была преобразована в Умбское сельское общество, которое в 1866 году было вновь преобразовано в Умбскую волость. Указом от 8 февраля 1883 года волость была передана восстановленному Кольскому уезду.
В 1918—1920 годах являлась частью Мурманского края, а 2 февраля 1920 года Умбская волость, входившая в состав Александровского уезда, была включена в Мурманскую губернию. А 21 февраля 1920 года после упразднения Мурманской губернии волость вошла в состав Александровского (позже — Мурманского) уезда Архангельской губернии.

## Состав
По данным на 1913 год входили 5 населённых пунктов
- Вялозерский Погост
- Кузрека
- Оленица
- Парьегуба (Порьегуба)
- Умба — волостной центр